# Episodi di Schlitz Playhouse of Stars (quinta stagione)
La quinta stagione della serie televisiva Schlitz Playhouse of Stars è andata in onda negli Stati Uniti dal 30 settembre 1955 al 21 settembre 1956 sulla CBS.
| nº | Titolo originale             | Prima TV USA      |
| -- | ---------------------------- | ----------------- |
| 1  | The Last Out                 | 30 settembre 1955 |
| 2  | Bandit's Hide-Out            | 7 ottobre 1955    |
| 3  | Two-Bit Gangster             | 14 ottobre 1955   |
| 4  | The Girl Who Scared Men Off  | 21 ottobre 1955   |
| 5  | Nothing to Do Till Next Fall | 28 ottobre 1955   |
| 6  | A Gift of Life               | 4 novembre 1955   |
| 7  | No Trial by Jury             | 11 novembre 1955  |
| 8  | Night of the Big Swamp       | 18 novembre 1955  |
| 9  | The Careless Cadet           | 25 novembre 1955  |
| 10 | Moment of Triumph            | 2 dicembre 1955   |
| 11 | On the Nose                  | 9 dicembre 1955   |
| 12 | The Baited Hook              | 16 dicembre 1955  |
| 13 | Christmas Guest              | 23 dicembre 1955  |
| 14 | Well of Anger                | 30 dicembre 1955  |
| 15 | Fool Proof                   | 6 gennaio 1956    |
| 16 | Dealer's Choice              | 13 gennaio 1956   |
| 17 | The Big Payday               | 20 gennaio 1956   |
| 18 | The Day I Died               | 27 gennaio 1956   |
| 19 | The Gentle Stranger          | 3 febbraio 1956   |
| 20 | Top Man                      | 10 febbraio 1956  |
| 21 | On a Dark Night              | 17 febbraio 1956  |
| 22 | Ordeal                       | 24 febbraio 1956  |
| 23 | Showdown at Painted Rock     | 2 marzo 1956      |
| 24 | Web of Circumstance          | 9 marzo 1956      |
| 25 | The Young and the Brave      | 16 marzo 1956     |
| 26 | The Waiting House            | 23 marzo 1956     |
| 27 | The Finger of God            | 30 marzo 1956     |
| 28 | Angels in the Sky            | 6 aprile 1956     |
| 29 | The Bitter Land              | 13 aprile 1956    |
| 30 | The Mysterious Cargo         | 20 aprile 1956    |
| 31 | Step Right Up and Die        | 27 aprile 1956    |
| 32 | Formosa Patrol               | 4 maggio 1956     |
| 33 | Plague Ship                  | 11 maggio 1956    |
| 34 | Officer Needs Help           | 18 maggio 1956    |
| 35 | Date for Tomorrow            | 25 maggio 1956    |
| 36 | The Roustabout               | 8 giugno 1956     |
| 37 | Pattern for Pursuit          | 15 giugno 1956    |
| 38 | Witness to Condemn           | 22 giugno 1956    |
| 39 | Weapon of Courage            | 29 giugno 1956    |
| 40 | The Mechanical Cook          | 6 luglio 1956     |
| 41 | The Happy Sun                | 13 luglio 1956    |
| 42 | The Bankmouse                | 20 luglio 1956    |
| 43 | Dara                         | 27 luglio 1956    |
| 44 | Flowers for Jenny            | 3 agosto 1956     |
| 45 | Repercussion                 | 10 agosto 1956    |
| 46 | Boiling Point                | 17 agosto 1956    |
| 47 | I'll Wait for You            | 31 agosto 1956    |
| 48 | The Press Agent              | 7 settembre 1956  |
| 49 | Midnight Kill                | 14 settembre 1956 |
| 50 | Top Secret                   | 21 settembre 1956 |

## The Last Out
- Diretto da:
- Scritto da:

### Trama
- Interpreti: Edward Binns (Daniels), Mike Connors (Lou Renaldi), Richard Erdman (Eddie McGuire), Thomas Mitchell (Sam Hawkins), Regis Toomey (Babe Bricker)

## Bandit's Hide-Out
- Diretto da:
- Scritto da:

### Trama
- Interpreti: Eduard Franz, Anthony Quinn, Gloria Saunders, Joseph Waring

## Two-Bit Gangster
- Diretto da:
- Scritto da:

### Trama
- Interpreti: Barton MacLane (capo Brooks), Addison Richards (Jesse Childs), Richard Tyler (Dick Childs), Robert J. Wilke (Red Fischer), Keenan Wynn (Bill Ottman)

## The Girl Who Scared Men Off
- Diretto da:
- Scritto da:

### Trama
- Interpreti: Phyllis Avery (Mrs. McNulty), Hans Conried, Natalie Dale, Jesslyn Fax, Nancy Kulp, Harrison Lewis, Howard McNear, Brad Morrow, Eddie Pagett, James Parnell, David Saber, Bernadette Withers

## Nothing to Do Till Next Fall
- Diretto da:
- Scritto da:

### Trama
- Interpreti: Malcolm Atterbury, Willis Bouchey (J. B. Duringham), Gloria Clark, Russ Conway (Ed Beasley), James Dunn (Dan McLain), Jack Hicks, Florence MacAfee, Frank Marlowe, Tyler McVey, William Murphy, Erin O'Brien-Moore (Mollie McLain), Guy Way, John Yates

## A Gift of Life
- Diretto da:
- Scritto da:

### Trama
- Interpreti: Jeanne Baird (Miss Jenkins), Barbara Billingsley (Clare Gibney), Robert Cornthwaite (dottor Cabot), Don DeFore (Bill Nichol), Dabbs Greer (Charlie), Jean Inness (Miss Strickland)

## No Trial by Jury
- Diretto da:
- Scritto da:

### Trama
- Interpreti: Alex Nicol (Todd Bradley), Mike Connors (Mel Dunlap), Addison Richards (Pete Hunter), May Wynn, Dorothy Adams, Lane Chandler, Paul Engle, Bill Gilliand (se stesso / Host), Nolan Leary

## Night of the Big Swamp
- Diretto da:
- Scritto da:

### Trama
- Interpreti: Scott Brady (Reno Cromwell), Myron Healey, Joan Vohs

## The Careless Cadet
- Diretto da:
- Scritto da:

### Trama
- Interpreti: Tom Brown (capitano Barney O'Keefe), John Bryant (Pete), Isobel Elsom (Mrs. Kennedy), Jack Haddock (dottor), Adam Kennedy (Charlie King), Heidi Mullenger (Dorothy), Don Taylor (sergente Ben Destry), Regis Toomey (colonnello Hawks)

## Moment of Triumph
- Diretto da:
- Scritto da:

### Trama
- Interpreti: Doyle Baker, Eduard Franz (Prof. Randall), Angela Greene (Katherine Gould), Thomas Browne Henry, Charlotte Lawrence (infermiera), Kevin McCarthy (Prentice Brown), Harry Tom McKenna

## On the Nose
- Diretto da:
- Scritto da:

### Trama
- Interpreti: Neville Brand (maggiore Ed Hobe), Ben Cooper (tenente Charles Baker), Richard Deacon (dottor Thomas Gregory), John Doucette (capitano Jerry Comstock), Harlan Warde (capitano Williams)

## The Baited Hook
- Diretto da:
- Scritto da:

### Trama
- Interpreti: Morris Ankrum (Link Bradford), Dane Clark (sceriffo Ames)

## Christmas Guest
- Diretto da:
- Scritto da:

### Trama
- Interpreti: Phyllis Avery, Dan O'Herlihy, Hayden Rorke

## Well of Anger
- Diretto da:
- Scritto da:

### Trama
- Interpreti: Nancy Gates (Abby), Bill Williams (Ed Sawyer)

## Fool Proof
- Diretto da:
- Scritto da:

### Trama
- Interpreti: Tina Carver (Lilian Baxter), Walter Coy (Paul Hunter), Christopher Dark (Mark Baxter), Claire Trevor (Mary Hunter), Ray Walker (detective Boyle)

## Dealer's Choice
- Diretto da:
- Scritto da:

### Trama
- Interpreti: Philip Ahn, John Ireland

## The Big Payday
- Diretto da:
- Scritto da:

### Trama
- Interpreti: Gilmore Bush, Richard Crane (Chuck Carmody), Bill Erwin, James Whitmore (Tommy McDermott)

## The Day I Died
- Diretto da:
- Scritto da:

### Trama
- Interpreti: David Brian (Phil Derringer), Ann Doran (Amy), Dorothy Patrick (Ruth Andrews)

## The Gentle Stranger
- Diretto da:
- Scritto da:

### Trama
- Interpreti: Joanne Dru, John Hudson, John Miljan

## Top Man
- Diretto da:
- Scritto da:

### Trama
- Interpreti: Scott Forbes, John Lupton, James Ramsey Ullman

## On a Dark Night
- Diretto da:
- Scritto da:

### Trama
- Interpreti: Sally Blane, Tina Carver, Gordon Jones, Jack Lambert, Gil Perkins, Will Rogers Jr.

## Ordeal
- Diretto da:
- Scritto da:

### Trama
- Interpreti: Maxine Cooper (Jean Evans), Jack Haddock (Hogue), John Ireland (Andrew Evans), Kenneth Tobey (tenente Lambert)

## Showdown at Painted Rock
- Diretto da:
- Scritto da:

### Trama
- Interpreti: Lyle Bettger (sceriffo Matt Saver), Jean Willes (Claire Gallatin)

## Web of Circumstance
- Diretto da:
- Scritto da:

### Trama
- Interpreti: Hugh Beaumont (Tom Sutton), Thomas Mitchell (Carl Smith), Jeanette Nolan (Elva Smith), James Seay (detective Bucy), Lyle Talbot (Fred Carlson)

## The Young and the Brave
- Diretto da:
- Scritto da:

### Trama
- Interpreti: Paul Bryar (Big Malone), John Ericson (Gunner's Mate Eddie Younger), Gayle Kellogg (Barney), Eleanore Tanin (Susan)

## The Waiting House
- Diretto da:
- Scritto da:

### Trama
- Interpreti: Arthur Gould-Porter (Andy), Dorothy Green (Liz), Phyllis Kirk (Barbara Hunter), Paul Langton (Pete Hunter)

## The Finger of God
- Diretto da:
- Scritto da:

### Trama
- Interpreti: Jeff Morrow

## Angels in the Sky
- Diretto da:
- Scritto da:

### Trama
- Interpreti: Marcia Henderson, Bill Williams

## The Bitter Land
- Diretto da:
- Scritto da:

### Trama
- Interpreti: Jack Diamond (Tip Case), Paul Fierro (Walt Janes), Terry Frost (Joe Case), John Newland (Wesley Hammond), Roy Roberts (sceriffo Tom Judson), Frank Sully (Coots Larkin)

## The Mysterious Cargo
- Diretto da:
- Scritto da:

### Trama
- Interpreti: J. Carrol Naish

## Step Right Up and Die
- Diretto da:
- Scritto da:

### Trama
- Interpreti: Lyle Bettger (se stesso - presentatore), Claire Carleton, John Doucette (della poliziaDetective), Joe Martia, Tom Noll, Dorothy Patrick, Fred Sherman, Paul Smith

## Formosa Patrol
- Diretto da:
- Scritto da:

### Trama
- Interpreti: Eddie Bracken (Gunner's Mate), Carl Benton Reid (ammiraglio)

## Plague Ship
- Diretto da:
- Scritto da:

### Trama
- Interpreti: Ward Bond (capitano Parker), Paul Brinegar (Brown), Robert Foulk (Anderson), Edward Platt (Sparks), Jon Shepodd (Tony Benson)

## Officer Needs Help
- Diretto da:
- Scritto da:

### Trama
- Interpreti: John Bryant (tenente Lyle Smith), Stephen McNally (capo della polizia Dan Grabow), Mort Mills, William Phipps, Walter Sande (Al Harper), Marianne Stewart

## Date for Tomorrow
- Diretto da:
- Scritto da:

### Trama
- Interpreti: John Ericson (Eddie Markham), Bill Gilliand (se stesso - presentatore), Susan Kohner (Angela O'Neill), Paul Richards (Charlie Ferris)

## The Roustabout
- Diretto da:
- Scritto da:

### Trama
- Interpreti: Harry Antrim, Scott Brady, Ted de Corsia, Tim Graham, Strother Martin, Jeanne Moody, Stuart Randall, Robert J. Wilke

## Pattern for Pursuit
- Diretto da:
- Scritto da:

### Trama
- Interpreti: Arthur Franz (sergente Douglas Renfrew), Margaret Field (Renee Beddoe), Ross Elliott (Jess Omega / Tony Beddoe), Philip Tonge (ispettore Charles Henderson), Charles Wagenheim (Charlie Duckwater), Ralph Moody (David Red Blood), Clifford Botelho (indiano Boy)

## Witness to Condemn
- Diretto da:
- Scritto da:

### Trama
- Interpreti: Joe Bailey (Killer), John Bryant (Tony Savage), Lewis Martin (Max), Irene Seidner (Mary), Warren Stevens (Peter Jordan), Kay Stewart (Janet), Ray Walker (detective), Teresa Wright (Laura Savage)

## Weapon of Courage
- Diretto da:
- Scritto da:

### Trama
- Interpreti: Robert Paige (se stesso - presentatore), Kevin McCarthy (Mark Quinlin), Maxine Cooper (Molly Quinlin), Victor Jory (Ferdie Shiff), John Dennis (Eddie Warren), Michael Winkelman (Jimmy Quinlin), Wilfred Knapp (Banker Masterson), Frank Gerstle (Joe Garson), Baynes Barron (Tony), Russ Whitney (Ed Henderson), Robert Karnes (detective)

## The Mechanical Cook
- Diretto da:
- Scritto da:

### Trama
- Interpreti: Bill McLean (Sgt.Bates), William Schallert (tenente Lawton), Roy Engel (generale Braxton), Renny McEvoy (sergente Oldham), Will J. White (sergente Cameron), William Bendix (USAF Crew Chief), Audrey Totter (WAF Dietician), Harry Tyler (General)

## The Happy Sun
- Diretto da:
- Scritto da:

### Trama
- Interpreti: Walter Brennan, George Brent, Nancy Hadley, Kenneth Tobey

## The Bankmouse
- Diretto da:
- Scritto da:

### Trama
- Interpreti: Betty Caulfield, Joan Caulfield, Jon Shepodd

## Dara
- Diretto da:
- Scritto da:

### Trama
- Interpreti: Donald Curtis (Steve), Gerald Mohr, James O'Rear (Anderson), Hayden Rorke (Albert Cook), David Showalter (ispettore), Joan Sudlow (Estelle), Phyllis Thaxter (Dara Meadows), James Turley (annunciatore radio)

## Flowers for Jenny
- Diretto da:
- Scritto da:

### Trama
- Interpreti: Claudia Barrett, Dale Robertson

## Repercussion
- Diretto da:
- Scritto da:

### Trama
- Interpreti: Dan Duryea (Pete Richards), Ross Elliott (Ronnie Simpson), Marcia Henderson (Jeanne Richards), Eve Miller (Margaret Simpson), Carl Benton Reid (John Simpson), Addison Richards (Roy Edwards), Bing Russell (Nat Strong), Don Shelton (Johnson)

## Boiling Point
- Diretto da:
- Scritto da:

### Trama
- Interpreti: Dane Clark (Kyle), Carolyn Jones (Sarah), Harold Huber, Doris Singleton, Phillip Reed

## I'll Wait for You
- Diretto da:
- Scritto da:

### Trama
- Interpreti: Eduardo Ciannelli, Ben Cooper, Joan Evans, John Maxwell

## The Press Agent
- Diretto da:
- Scritto da:

### Trama
- Interpreti: Jack Carson (Danny Scott), Nancy Gates, John Lupton

## Midnight Kill
- Diretto da:
- Scritto da:

### Trama
- Interpreti: James Whitmore (Joe Benson), Phyllis Avery (Susan Kerney), Carl Benton Reid (Arthur Kerney)

## Top Secret
- Diretto da:
- Scritto da:

### Trama
- Interpreti: Lynne Allen, Lee Bowman, Walter Coy, Lawrence Dobkin, Patricia Hardy, John Hoyt, Donald Murphy, Addison Richards